# Раковский район
Раковский район — административно-территориальная единица в составе Сталинградского края и Сталинградской области, существовавшая в 1935—1955 годах. Центр — хутор Сухов 2-й.
Раковский район был образован в составе Сталинградского края 25 января 1935 года из частей Берёзовского, Михайловского и Фроловского районов.
В состав района вошли сельсоветы Зеленовский, Кашуменский, Раздоровский (из Берёзовского района), Безымяновский, Глинищевский, Абрамовский, Раковский, Ст.-Сельский, Субботинский, Суховский, Фетисовский (из Михайловского района), Гуляевский (из Фроловского района).
5 декабря 1936 года Раковский район вошёл в Сталинградскую область.
24 июня 1954 года Фетисовский с/с был присоединён к Безымянскому, Суховский — к Абрамовскому, Раздорский и Глинищенский — к Субботинскому, Кашулинский — к Зеленовскому.
4 июля 1955 года Раковский район был упразднён, а его территория разделена между Михайловским и Фроловским районами.